# Yann Aurel Bisseck
Yann Aurel Bisseck (født 29. november 2000 i Köln) er en tysk fodboldspiller, der spiller for den italienske Serie A-klub Inter og Tysklands Landshold. Han kom til Inter i sommeren 2023 fra danske AGF; han har tidligere spillet i blandt andet 1. FC Köln.

## Klubkarriere

### 1. FC Köln
Yann Aurel Bissecks forældre stammer fra Cameroun, men selv er han født i Köln. Han voksede op i Dellbrück, en bydel i Köln, og kom til SV Adler Dellbrück, inden han skiftede til 1. FC Köln's ungdomsafdeling. Bisseck fik debut for 1. FC Köln som 16-årig i en kamp mod Hertha BSC 26. november 2017 og blev dermed den yngste førsteholdsspiller nogensinde i FC Köln og den næstyngste spiller i en Bundesliga-kamp.
Han blev i januar udlejet til Holstein Kiel. I sommeren samme år blev han udlejet til hollandske Roda JC for den følgende sæson. Endelig blev han den følgende sommer udlejet til portugisiske Vitória SC for to sæsoner med købsoption. Imidlertid var lejemålet ikke den succes, portugiserne havde håbet på, så lejemålet blev ophævet efter først år.

### AGF
I sommeren 2021 blev han lejet ud til AGF i den danske superliga for sæsonen 2021-2022. Han debuterede i sæsonens første kamp mod Brøndby IF og spillede 77 minutter. Efterfølgende kårede AGF-publikummet ham til kampens spiller.
Efter en god begyndelse i AGF valgte klubben at udnytte en option i lejekontrakten, så Bisseck skiftede permanent til klubben på en kontrakt, der løb til sommeren 2026.
Skønt han er midtforsvarer, gik han ind imellem med frem, og i sådan et tilfælde scorede han det, der senere blev kåret som årets mål i Superligaen i sæsonen 2022-2023. Skønt der var en del interesse fra store klubber, blev Bisseck i den danske klub sæsonen ud, og han var således med til at sikre klubben bronzemedaljer i denne sæson.

### Inter
I sommeren 2023 var det mest et spørgsmål om, hvor Bisseck skulle fortsætte sin karriere, og det endte med at blive de italienske UEFA Champions League-finalister fra Inter, der blev hans nye klub. Handlen gjorde Bisseck til det klart største salg i AGF's historie (7mio €). Han fik en kontrakt frem til sommeren 2028 hos Inter.

## Landshold
Bisseck har spillet på flere tyske ungdomslandshold. I juni 2022 fik han debut på det tyske U/21-landshold, og i en træningskamp i marts 2023 mod Japan U/21 blev han anfører for holdet,  en rolle han også havde under EM-slutrunden samme år.